# Centre commercial Dole (Riga)
Dole est un centre commercial situé dans le voisinage Ķengarags de  la banlieue de Latgale à Rīga en Lettonie.

## Présentation
Dole est situé au 357 , rue Maskavas iela à 8 kilomètres du centre-ville de Riga. 
La superficie totale du centre commercial est de près de 11 000 m2, les espaces commerciaux sont répartis sur trois étages.

## Transport public
Nombre de places de stationnement: 164 
Le centre commercial est situé à l’arrêt Eglaines iela/Dole :
- Bus : 15, 18, 31 et 49
- Tramway : 7

## Propriétaire
Le propriétaire et gestionnaire du centre commercial est SIA "Tirdzniecs centrs Dole", qui appartient à son tour à SIA Premier Estates LTD, enregistrée en Lettonie, et le véritable propriétaire est le citoyen maltais Karmelo Hili. 